# Plage braille

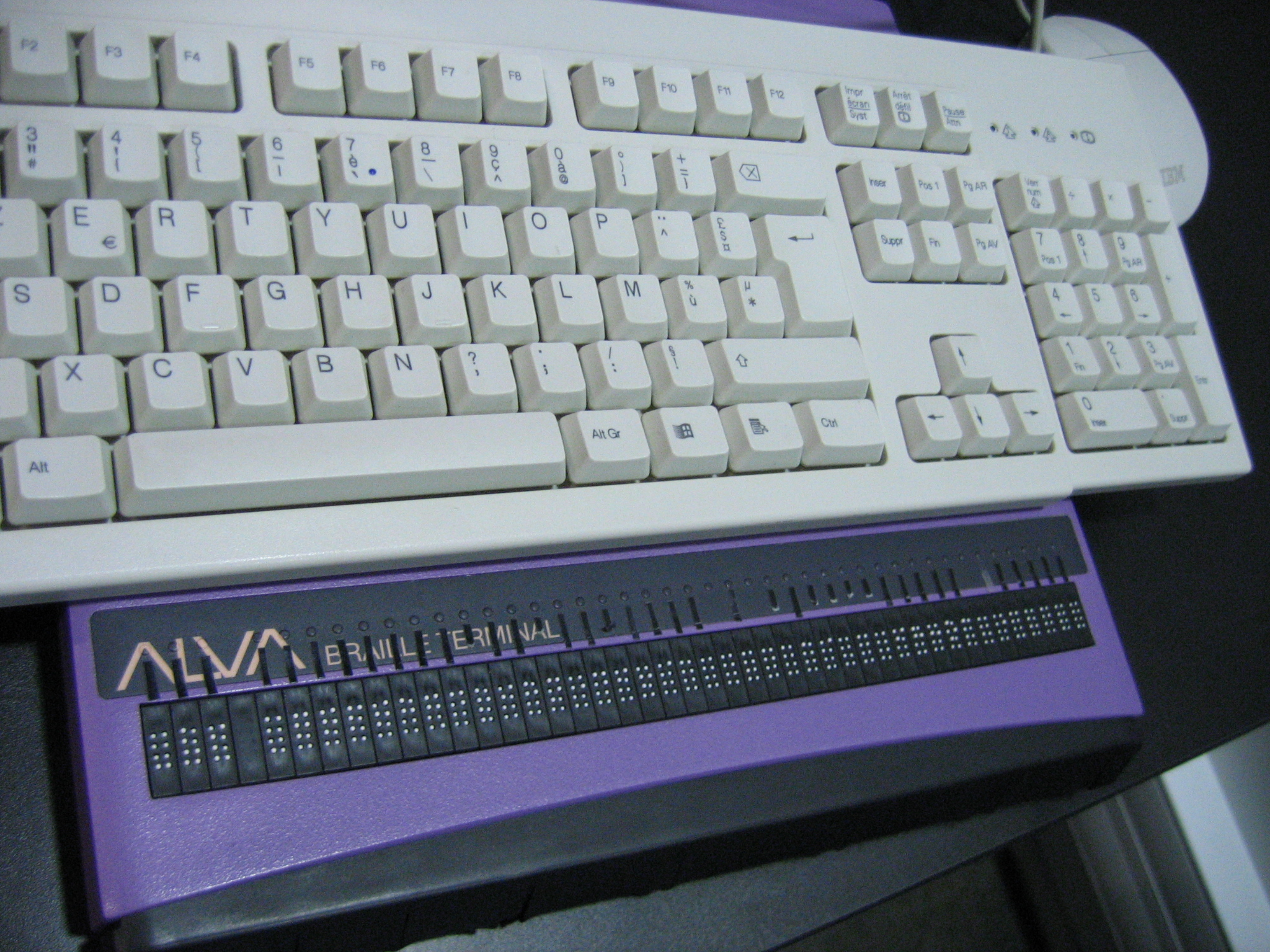
Une plage braille et un clavier.

Une plage braille est un dispositif électro-mécanique utilisé par les aveugles pour afficher en temps réel des caractères braille, le plus souvent issus d'un ordinateur. Habituellement, ces caractères apparaissent sous forme de points saillants sur une surface plane (papier spécifique en général).
On parle également de plage tactile braille, de plage tactile, de plage braille à affichage éphémère, d’afficheur braille.
Il est aussi possible d’associer ce dispositif à un système de synthèse vocale. La personne aveugle utilisera l’un, l’autre, ou les deux systèmes simultanément en fonction des circonstances.

## Matériels

### Le caractère braille informatique

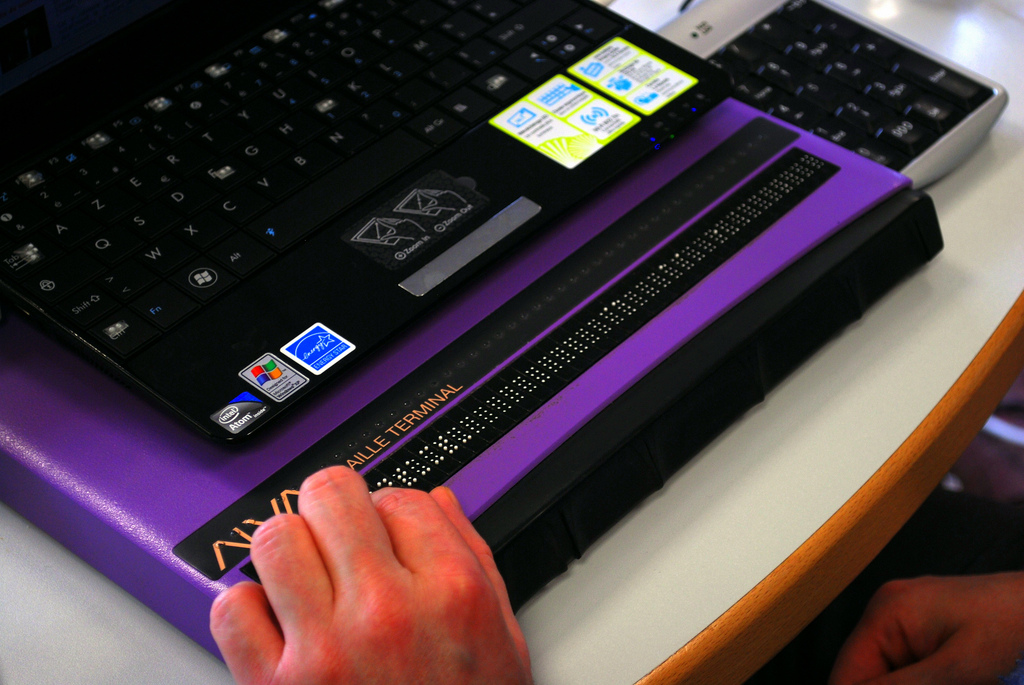
Une plage braille utilisée avec un netbook.

Le braille standard, avec ses six points, ne permet que peu de combinaisons pour coder les caractères. Certains caractères, comme les majuscules ou les chiffres ont été codés sur deux caractères braille afin de pallier cette limite. Malheureusement, l’utilisation de ce type de codage s’avère mal adaptée à l’informatisation. Aussi pour l’informatique utilise-t-on un braille à huit points au lieu de six.
Les deux points supplémentaires sont placés en dessous de la cellule braille classique. Le point 7 sous le point 3 et le point 8 sous le point 6.
Ainsi, le braille informatique permet 256 combinaisons (2 puissance 8), soit une correspondance exacte avec la table ASCII utilisée en informatique. En particulier, les lettres minuscules et majuscules peuvent être différenciées grâce au point 7.

### Fonctionnement (description simplifiée)
Chacun des huit points de la matrice correspondant à un caractère braille informatique est relié à un des deux points d'appui d'un levier, l'autre point d'appui étant relié à un cristal piézoélectrique ; lorsqu'une tension électrique est appliquée à ce cristal, sa taille varie et donc le levier agit sur le point correspondant. Il y a donc un cristal pour chaque point de chaque caractère braille. Une plage braille de 40 caractères comportera donc 320 cristaux et leviers (c'est-à-dire 320 activateurs).

### Plage braille reliée à un ordinateur
Historiquement, c'est la plage braille reliée à un micro-ordinateur qui est apparue en premier et est toujours largement utilisée. La personne aveugle effectue ses saisies sur un clavier classique et lit sur la plage braille une partie de ce qui s'affiche à l’écran.
Ces plages ont un nombre de caractères compris entre 40 et 80.
Il existe trois modes de raccordement des plages braille : 
- USB (sur les modèles les plus récents) ;
- Bluetooth ;
- port série.

### Plage braille intégrée à un autre dispositif
Le bloc-notes braille est un appareil portatif comportant, du point de vue matériel, un clavier braille (parfois un clavier AZERTY), une plage braille de 20 à 40 caractères, une mémoire intégrée, des dispositifs d’interfaçage avec un ordinateur (port USB, Bluetooth…), des dispositifs sonores…
Certaines machines à lire comportent également une plage braille.

### Aspects économiques
Ces dispositifs sont complexes et ne bénéficient pas d'économies d'échelle ; ils sont donc chers.  Selon le nombre de caractères (40 à 80 pour une plage reliée à un ordinateur), les coûts peuvent aller de 5 000 à 10 000 €. 
Dans les pays développés l'acquisition de tels équipements peut être financée par les employeurs de personnes aveugles ; pour des particuliers une telle dépense est souvent difficile à envisager. Dans les pays pauvres ou en voie de développement, où la proportion de personnes aveugles est plus forte en raison des moins bonnes conditions sanitaires, de tels équipements sont totalement inabordables du point de vue financier. 
C’est ce qui a amené le Consortium DAISY, par ailleurs promoteur de la norme DAISY de livres audio destinés aux publics empêchés de lire, à lancer le projet Transforming Braille qui a pour but d’obtenir des plages braille très bon marché.

### Améliorations possibles
Sur certains modèles, la position du curseur est représentée par des points vibrants ou « clignotants » ; il est très fréquent qu’un switch soit associé à chaque caractère pour placer directement le curseur sur l’un d’eux.
Il existe une nouvelle technologie depuis l'an 2000 : affichage braille par roue tournante (rotating-wheel Braille display), elle est développée par NIST. L’un des inventeurs initiaux était John Roberts.

## Les logiciels associés
Le logiciel qui contrôle ce type d’affichage est appelé un lecteur d'écran.

### SousLinux: paramétrage duscreen reader BRLTTY
- Cas Knoppix : voir Knoppix pour un mal-voyant et carrefourblinux
- Cas Debian : voir

### Noms des tables utilisées
- CBISF : Code Braille Informatique Standard Français, datant de 1994, pour les applications sous MS-DOS
- CBFR1252 :  Code Braille FRançais, pour la table Windows-1252, destiné aux utilisateurs de terminaux braille ou d’embosseuses

## Accessibilité web
Pour être accessible avec une plage braille, un site web doit respecter les normes WCAG, c'est-à-dire les règles pour l’accessibilité des contenus web.